# Challenger de Forli
El Internazionali di Tennis Città di Forlì es un torneo profesional de tenis. Pertenece al ATP Challenger Series. Se juega desde el año 2020 sobre pistas de tierra batida, en Forlì, Italia.

## Palmarés

### Individuales
| Año  | Campeón         | Finalista       | Resultado      |
| ---- | --------------- | --------------- | -------------- |
| 2020 | Lorenzo Musetti | Thiago Monteiro | 7–6(2), 7–6(5) |
| 2021 | Mats Moraing    | Quentin Halys   | 3–6, 6–1, 7–5  |

### Dobles
| Año  | Campeones                   | Finalistas                        | Resultado        |
| ---- | --------------------------- | --------------------------------- | ---------------- |
| 2020 | Tomislav Brkić Nikola Ćaćić | Andrey Golubev Andrea Vavassori   | 3–6, 7–5, [10–3] |
| 2021 | Sergio Galdós Orlando Luz   | Pedro Cachín Camilo Ugo Carabelli | 7–5, 2–6, [10–8] |